# Bundesverband Gastroenterologie Deutschland
Der Bundesverband Gastroenterologie Deutschland (BVGD) ist ein deutscher Dachverband für Gastroenterologen in Deutschland und wurde im Jahre 2001 gegründet. Präsident ist Joachim Labenz.
Mitglieder sind die Deutsche Gesellschaft für Verdauungs- und Stoffwechselkrankheiten, Arbeitsgemeinschaft Universitärer Gastroenterologen, Arbeitsgemeinschaft Leitender Gastroenterologischer Krankenhausärzte, Berufsverband Niedergelassener Gastroenterologen Deutschlands, Sektion Gastroenterologie im BDI und Gastro-Liga.